# Bahnhof Arfurt (Lahn)
Der Bahnhof Arfurt (Lahn) ist ein Haltepunkt im Runkeler Stadtteil Arfurt an der Lahntalbahn.

## Geschichte
Ursprünglich verfügte Arfurt über keinen eigenen Halt an der Lahntalbahn. In den Jahren 1860 bis 1862 wurde jedoch am Fuße des Dorfes ein Streckenwärterhaus errichtet, das mit Eröffnung der Teilstrecke zwischen den Bahnhöfen Limburg (Lahn) und Weilburg am 14. Oktober 1862 in Betrieb genommen wurde.

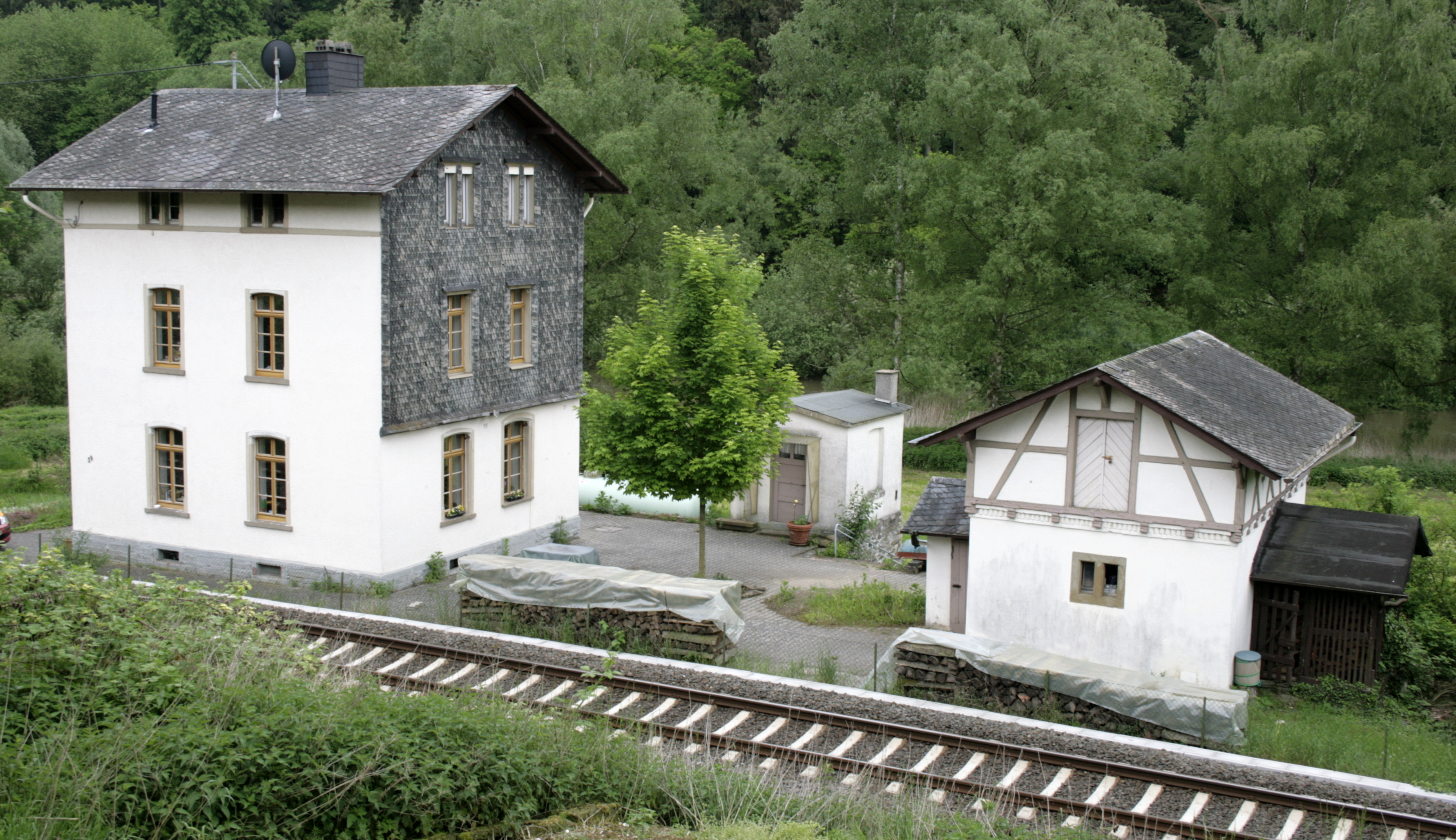
Das denkmalgeschützte ehemalige Streckenwärterhaus

Das zweieinhalbstöckige Gebäude mit flachem Satteldach besteht aus verputztem Klinkermauerwerk, welches teilweise verschiefert ist. Die Fenster sind doppelachsig mit Sohlbankgesims. Der zugehörige Stallschuppen hat einen Kniestock aus Fachwerk. Beide heute in Privatbesitz befindliche Gebäude stehen unter Denkmalschutz, in der Begründung wird auch die besondere Lage am Fuß des Dorfes angeführt.
Der Bahnhof Arfurt (Lahn) liegt etwa einen Kilometer entfernt, außerhalb von Arfurt und dient auch dem zu Villmar gehörenden Ortsteil Seelbach als Zugang zum Schienenverkehr. Von beiden Dörfern aus ist er nur über befestigte Wege zu erreichen. Der Haltepunkt entstand 1897 als Güterverladestelle für das Lahnkalkwerk Auerberg, wenig später wurde auch der Personenverkehr aufgenommen.
Das Stationsgebäude ist eine für die Lahntalbahn einmalige Kombination von Fachwerk und Wellblechgebäude. Wie die gesamte Bahnstrecke steht auch dieses Gebäude unter Denkmalschutz. Während die Wellblechhütte als Warteraum dient, ist im Fachwerkbau ein kleines Stellwerk untergebracht, welches bis heute genutzt wird. Aufgrund fehlender Finanzmittel wird dieser Betrieb trotz zunehmender baulicher Mängel bis mindestens 2020 bestehen bleiben. Der Haltepunkt verfügt über 400 Meter lange Bahnsteige, die ab Oktober 2011 auf einer Länge von jeweils 140 Metern auf 38 cm Bahnsteighöhe gebracht und gepflastert wurden. Weiterhin ist eine Erneuerung der Bahnsteigbeleuchtung sowie die Errichtung eines Wartehäuschens vorgesehen.
Anders als die meisten Halte entlang der Lahntalbahn wird der Bahnhof Arfurt kaum von Fahrradtouristen genutzt, da der Lahntalradweg auf der anderen Flussseite verläuft. 2012 wurden an Werktagen etwa 80 Fahrgäste gezählt.

## Verkehr
Auf der Lahntalbahn verkehrten bis Dezember 2011 Regionalbahnen der Deutschen Bahn AG im Stundentakt zwischen Limburg und Gießen, teilweise weiter nach Alsfeld/Fulda. Seit dem Fahrplanwechsel 2011/2012 am 11. Dezember 2011 werden die RB-Leistungen auf diesem Abschnitt der Lahntalbahn von der Hessischen Landesbahn GmbH durchgeführt. Eingesetzt werden hierfür Triebwagen vom Typ Alstom Coradia Lint 41 (DB-Baureihe 648).
| Linie | Verlauf | Takt   |
| ----- | --- | ------ |
| RB 45 | Lahntalbahn/Vogelsbergbahn: Limburg (Lahn) – Eschhofen – Kerkerbach – Runkel – Villmar – Arfurt (Lahn) – Aumenau – Fürfurt – Gräveneck – Weilburg – Löhnberg – Stockhausen (Lahn) – Leun/Braunfels – Solms – Albshausen – Wetzlar – Dutenhofen (Kr Wetzlar) – Gießen – Gießen Licher Straße – Großen Buseck – Reiskirchen (Kr Gießen) – (Saasen – Göbelnrod –) (zweistdl) Grünberg – (Lehnheim –) (zweistdl) Mücke (Hess) – (Nieder-Ohmen –) (zweistdl) Burg- und Nieder-Gemünden – Ehringshausen (Oberhess) – Zell-Romrod – Alsfeld (Oberhess) – Lauterbach (Hess) Nord – Angersbach – Bad Salzschlirf – Großenlüder – Oberbimbach – Fulda Stand: Fahrplanwechsel Dezember 2021 | 60 min |

Die Regional-Express-Züge der DB (RE 25) fahren ohne Halt durch den Bahnhof. Für die RE-Leistungen werden Triebwagen vom Typ Alstom Coradia Lint 27 und Lint 41 (Baureihen 640 und 648) sowie Bombardier Talent (Baureihe 643) eingesetzt.